# Lucanus
Pour le poète latin, voir Lucain.
Genre
Lucanus, les lucanes, est un genre de coléoptères de la famille des Lucanidae, sous-famille des Lucaninae, tribu des Lucanini.

## Systématique
Le genre a été décrit par l’entomologiste italien Giovanni Antonio Scopoli en 1763 en référence à la Lucanie.

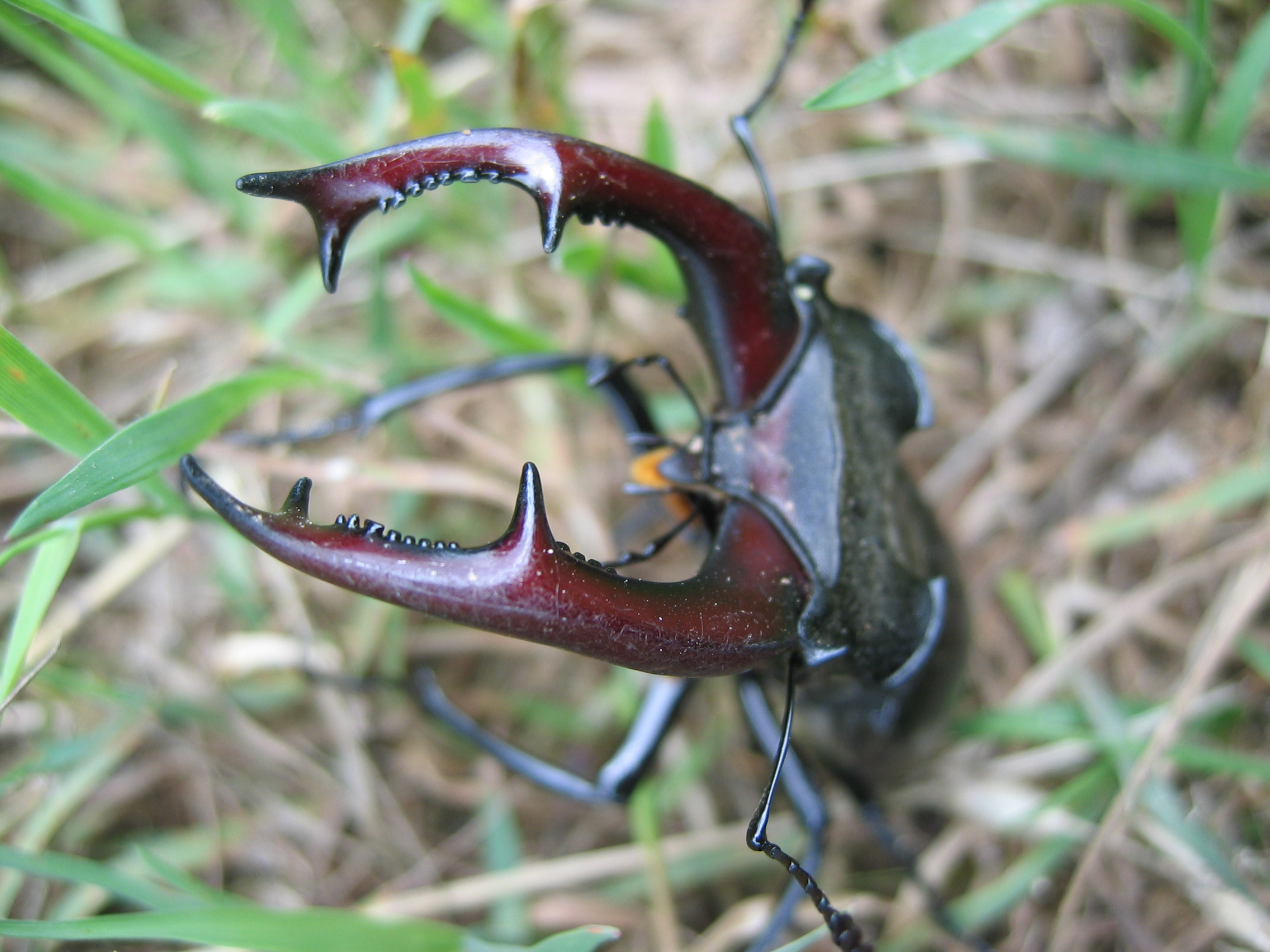
Lucane mâle ou cerf-volant (Lucanus cervus), forêt de Vitrac, Cantal, France

### Synonymie
- Hexaphyllus (Mulsant, 1839)

## Liste des espèces et sous-espèces
Selon Catalogue of Life (1er septembre 2014) :
- Lucanus adelmae
- Lucanus angusticornis
- Lucanus atratus
- Lucanus aungsani
- Lucanus barbarossa
- Lucanus bidentis
- Lucanus boileaui
- Lucanus brivioi
- Lucanus bruanti
- Lucanus cambodiensis
- Lucanus cantori
- Lucanus capreolus
- Lucanus cervus
- Lucanus cheni
- Lucanus choui
- Lucanus confusus
- Lucanus continentalis
- Lucanus convexus
- Lucanus datunensis
- Lucanus delavayi
- Lucanus derani
- Lucanus deuvei
- Lucanus deuveianus
- Lucanus didieri
- Lucanus dirki
- Lucanus dohertyi
- Lucanus dongi
- Lucanus dybowskyi
- Lucanus elaphus
- Lucanus fairmairei
- Lucanus fanjingshanus
- Lucanus feglini
- Lucanus fonti
- Lucanus formosanus
- Lucanus formosus
- Lucanus fortunei
- Lucanus fryi
- Lucanus fujianensis
- Lucanus fujitai
- Lucanus fukinukiae
- Lucanus gamunus
- Lucanus groulti
- Lucanus hayashii
- Lucanus hermani
- Lucanus hewenjiae
- Lucanus ibericus
- Lucanus imitator
- Lucanus jeanvoinei
- Lucanus kanoi
- Lucanus kazumiae
- Lucanus kirchneri
- Lucanus klapperichi
- Lucanus koyamai
- Lucanus kraatzi
- Lucanus kurosawai
- Lucanus laminifer
- Lucanus langi
- Lucanus liuyei
- Lucanus luci
- Lucanus ludivinae
- Lucanus lunifer
- Lucanus maculifemoratus
- Lucanus maedai
- Lucanus manai
- Lucanus marazziorum
- Lucanus mazama
- Lucanus mearesii
- Lucanus miwai
- Lucanus miyashitai
- Lucanus nangsarae
- Lucanus ngheanus
- Lucanus nobilis
- Lucanus nosei
- Lucanus nyishwini
- Lucanus parryi
- Lucanus pesarinii
- Lucanus placidus
- Lucanus planeti
- Lucanus prossi
- Lucanus pulchellus
- Lucanus satoi
- Lucanus schenki
- Lucanus sericeus
- Lucanus smithii
- Lucanus speciosus
- Lucanus sukkiti
- Lucanus swinhoei
- Lucanus szetschuanicus
- Lucanus takakuwai
- Lucanus tetraodon
- Lucanus thibetanus
- Lucanus tsukamotoi
- Lucanus victorius
- Lucanus viheari
- Lucanus villosus
- Lucanus wemckeni
- Lucanus westermanni
- Lucanus wittmeri
- Lucanus wuyishanensis
- Lucanus xerxes
- Lucanus ziliolii

Selon ITIS (1er septembre 2014) :
- Lucanus capreolus (Linnaeus, 1764)
- Lucanus elaphus Fabricius, 1775
- Lucanus mazama (LeConte, 1861)
- Lucanus placidus Say, 1825

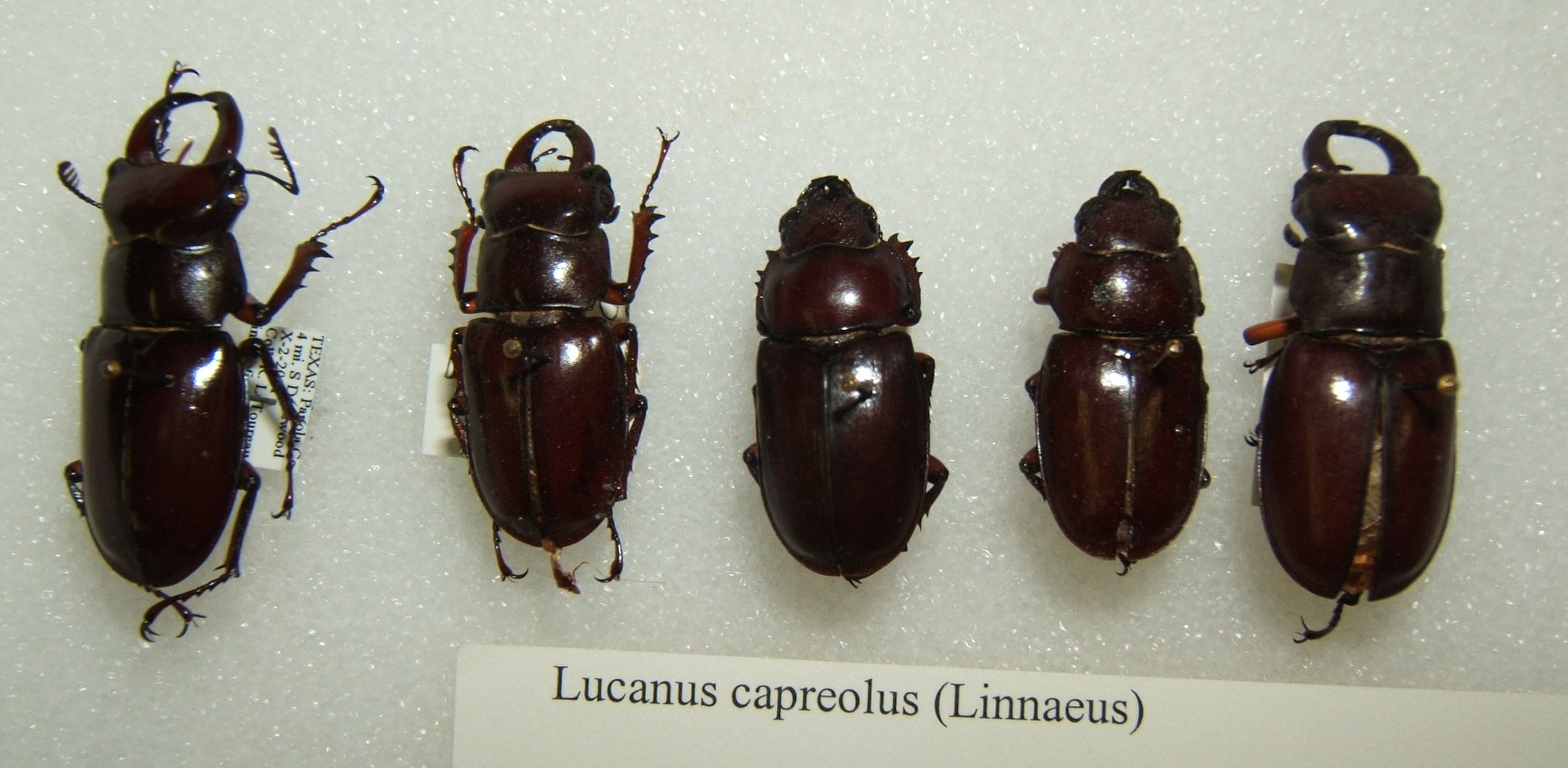
Lucanus capreolus
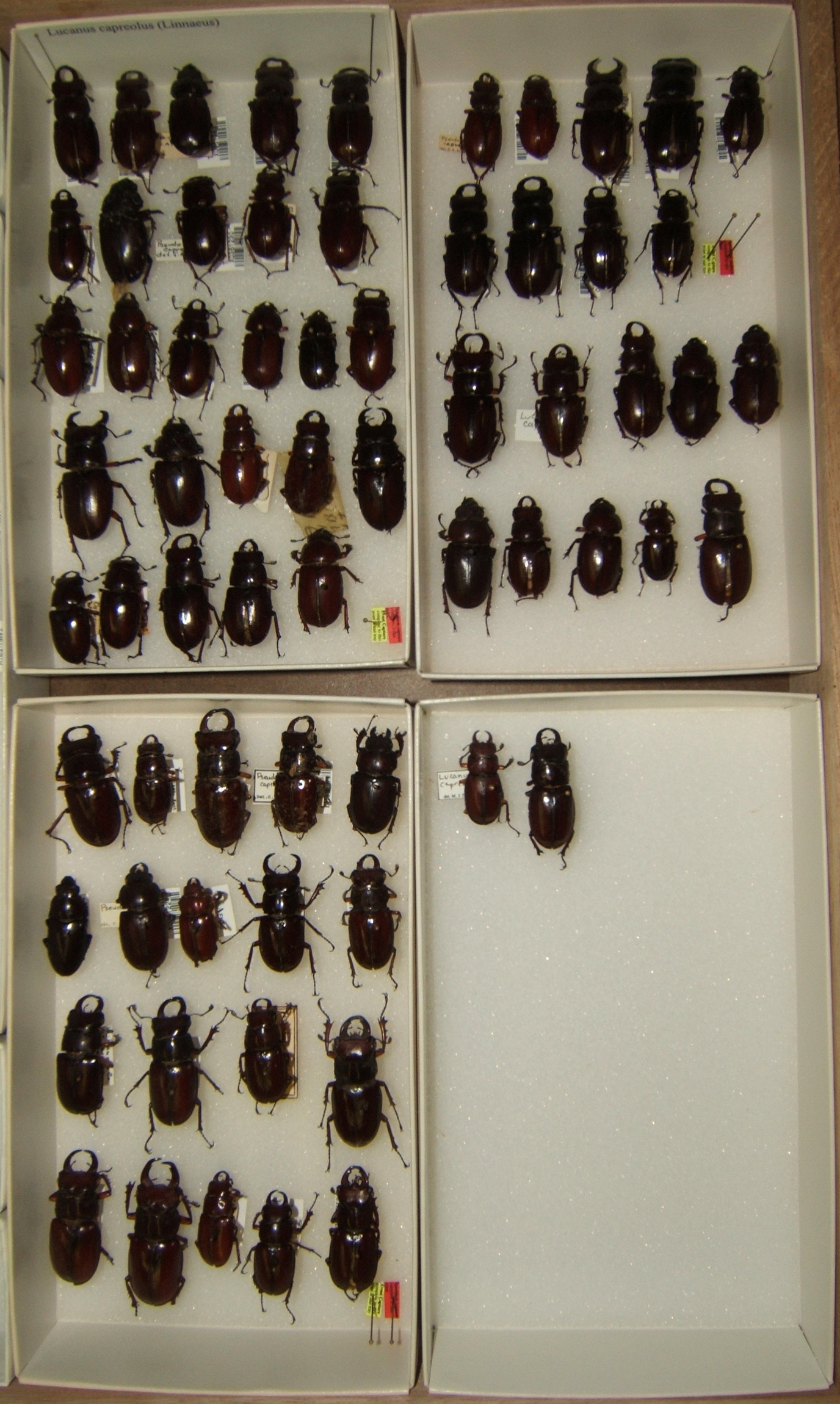
Lucanus capreolus
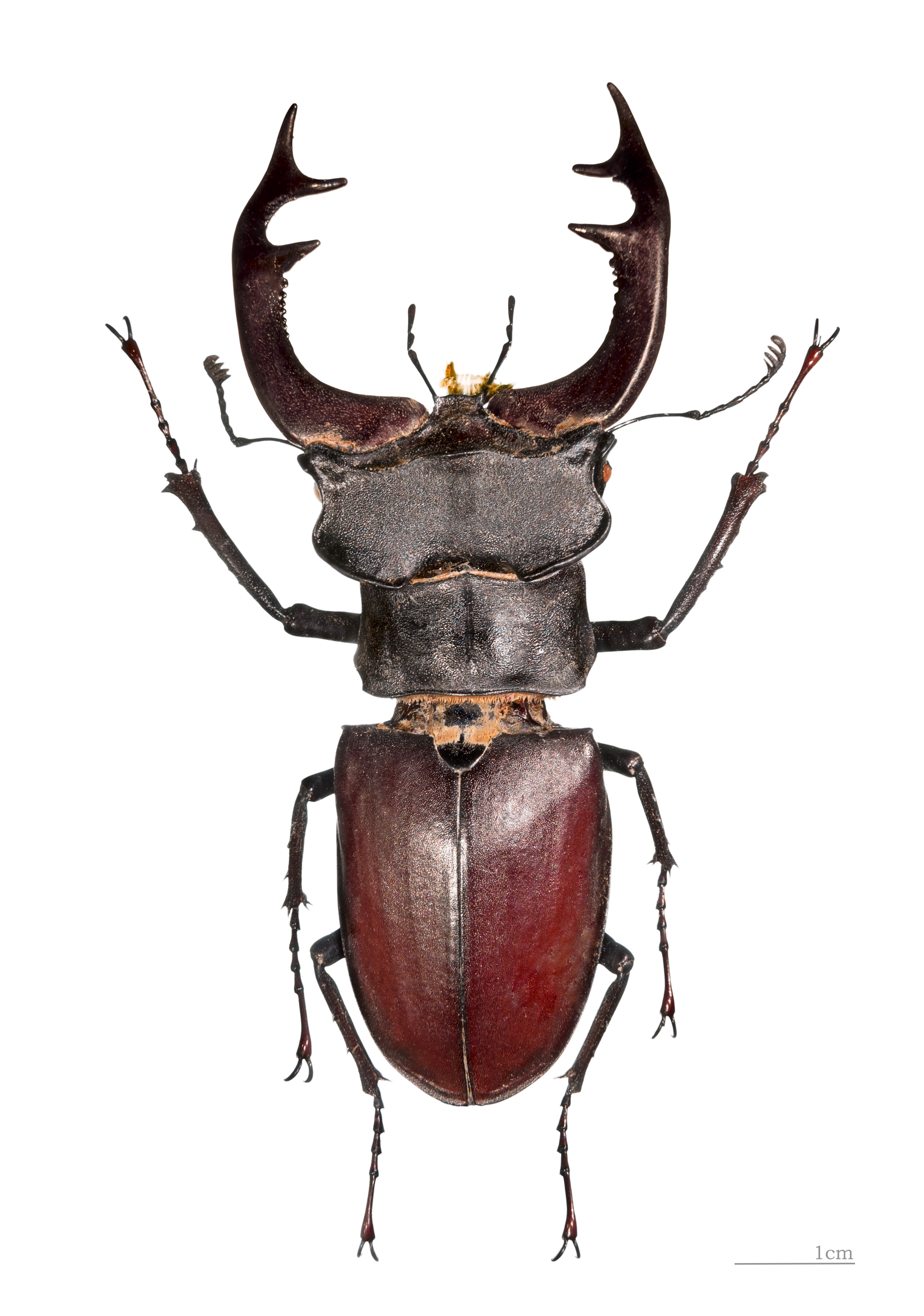
Lucanus cervus
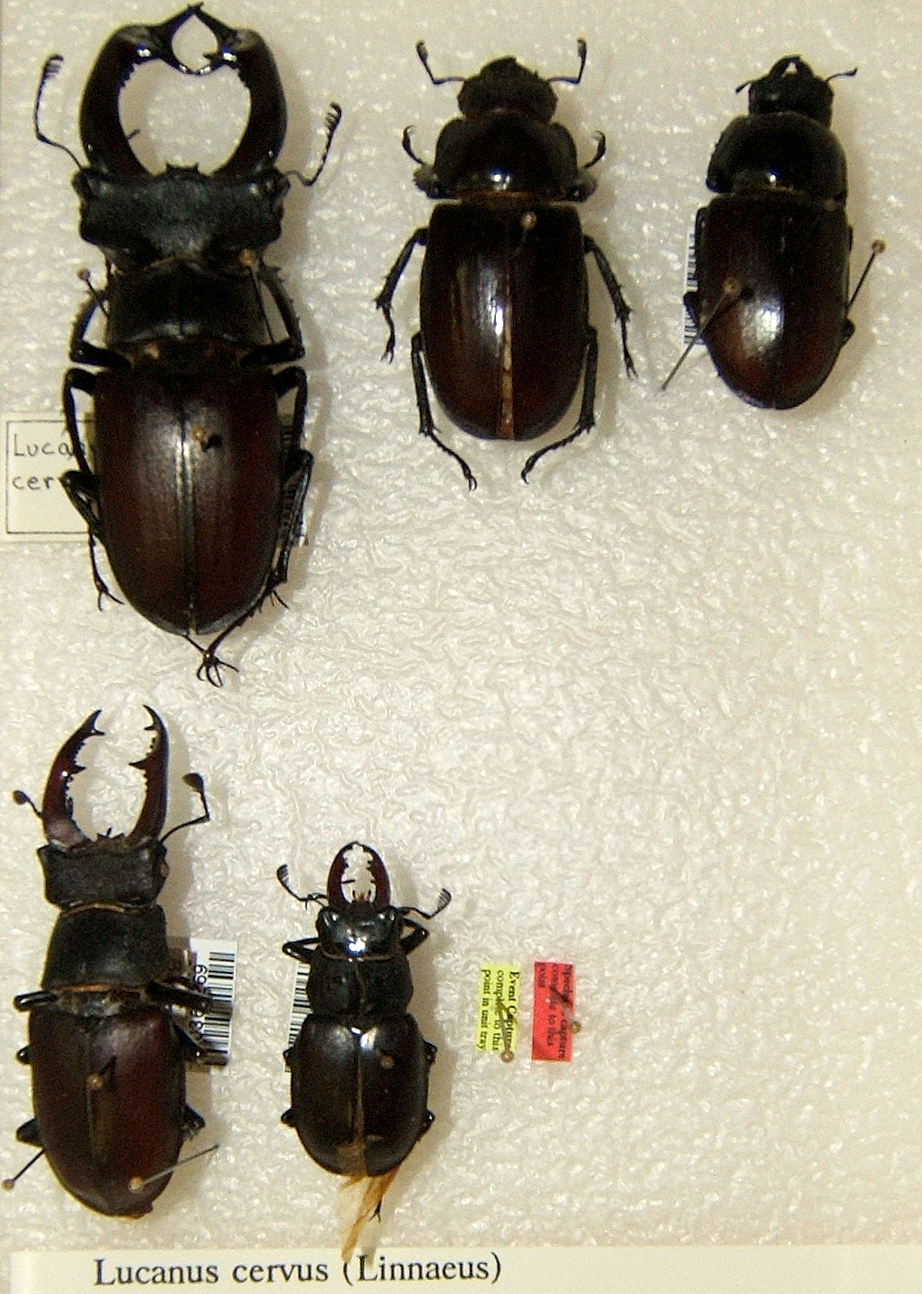
Lucanus cervus
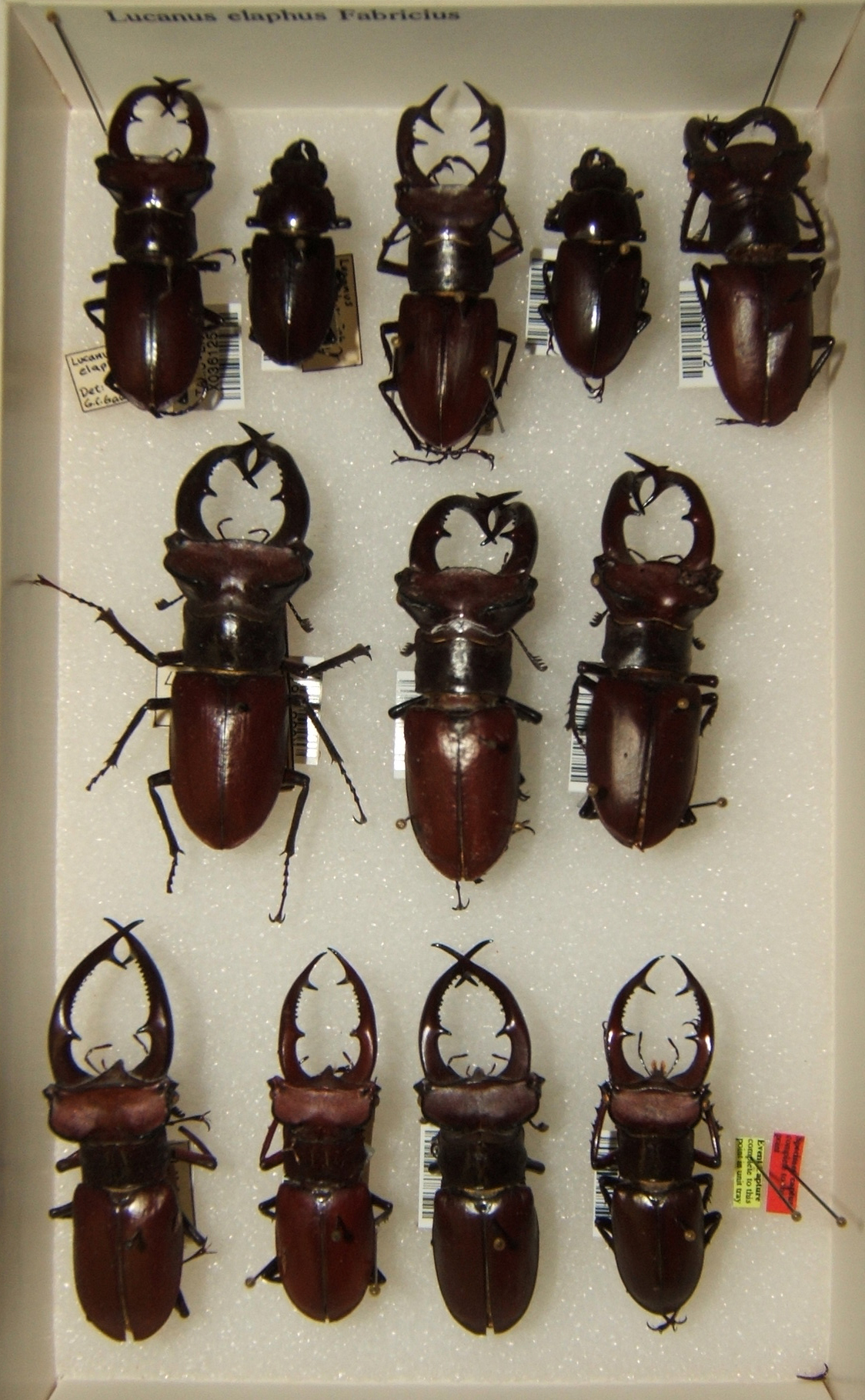
Lucanus elaphus
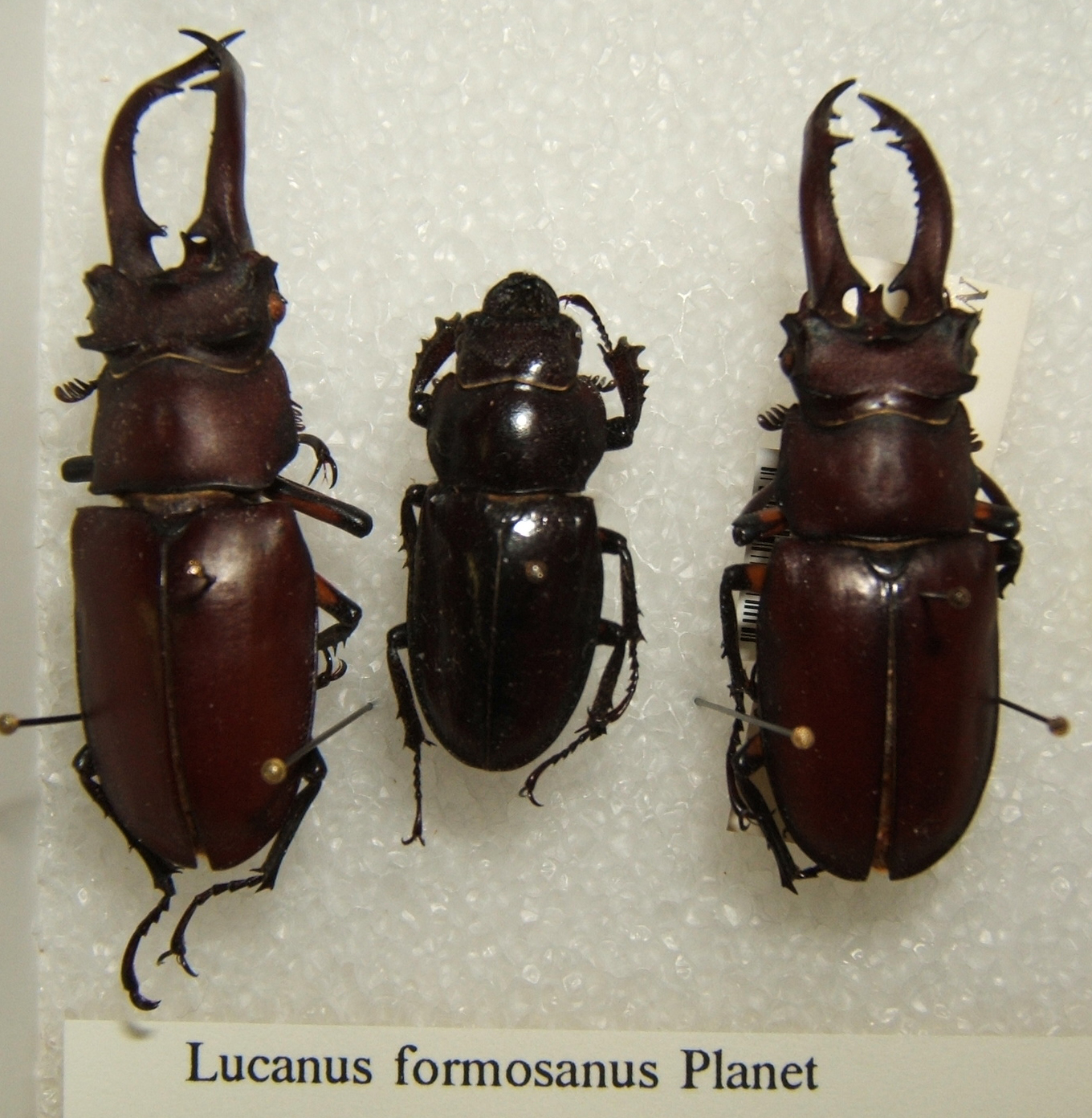
Lucanus formosanus
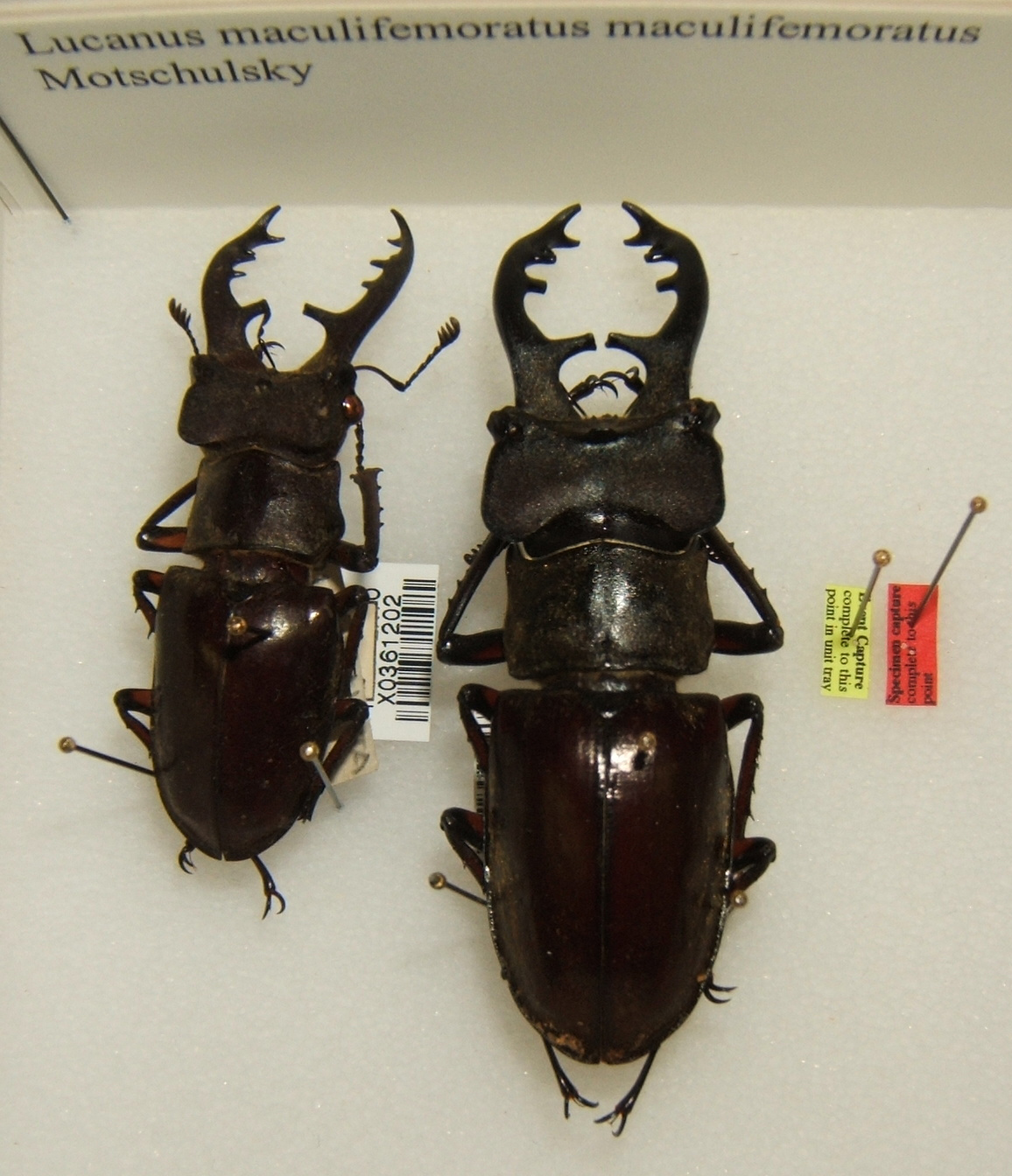
Lucanus maculifemoratus maculifemoratus
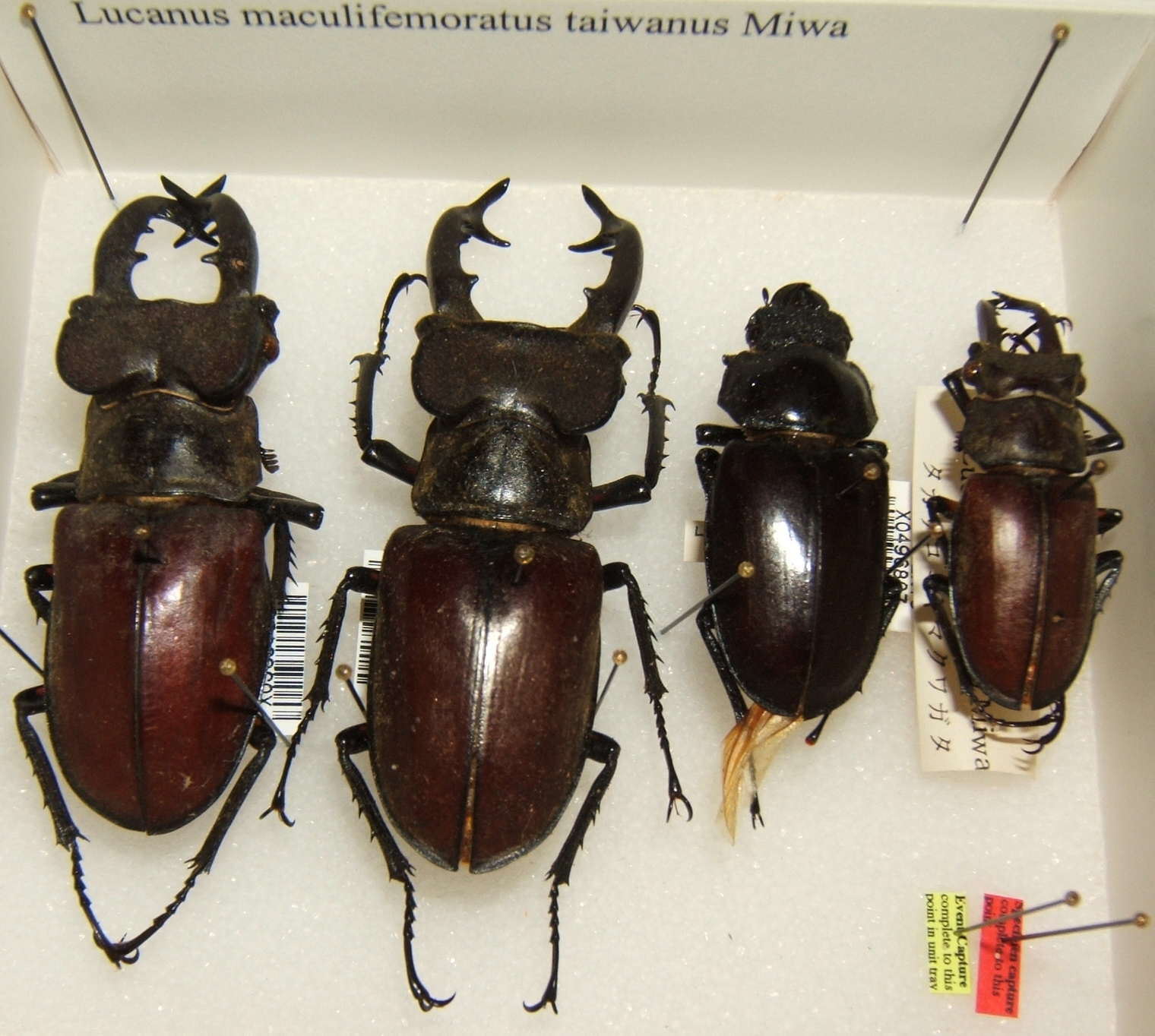
Lucanus maculifemoratus taiwanus
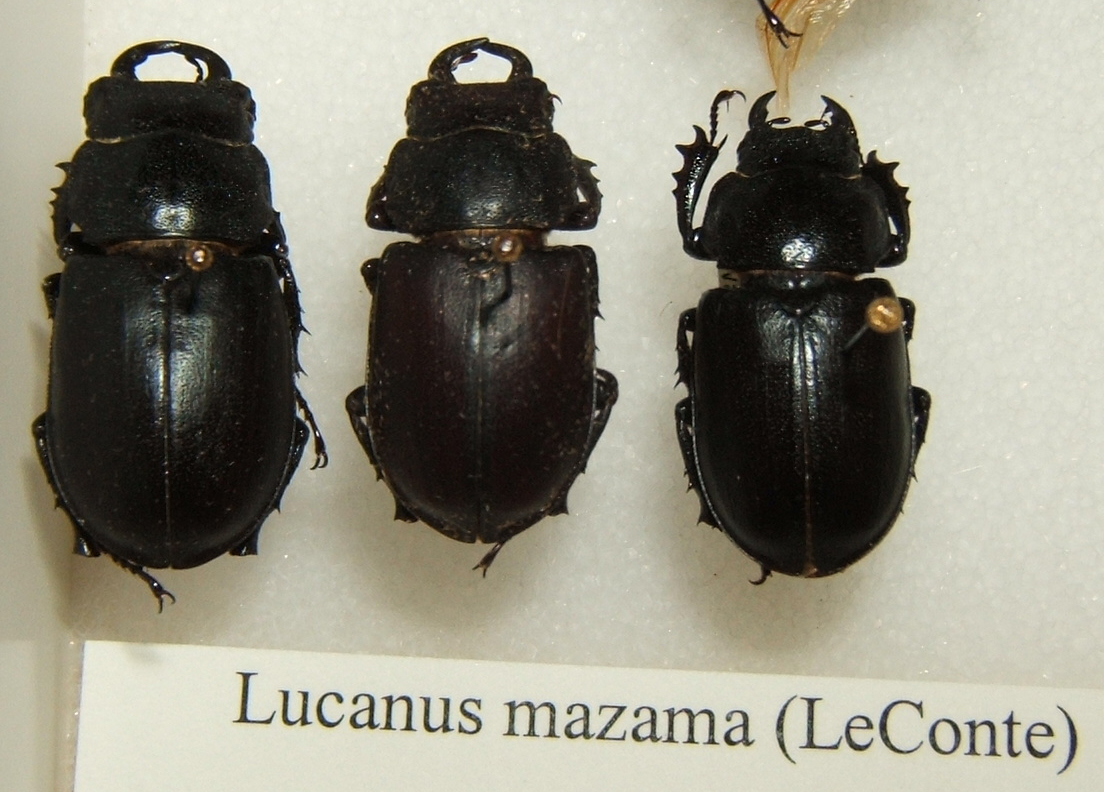
Lucanus mazama
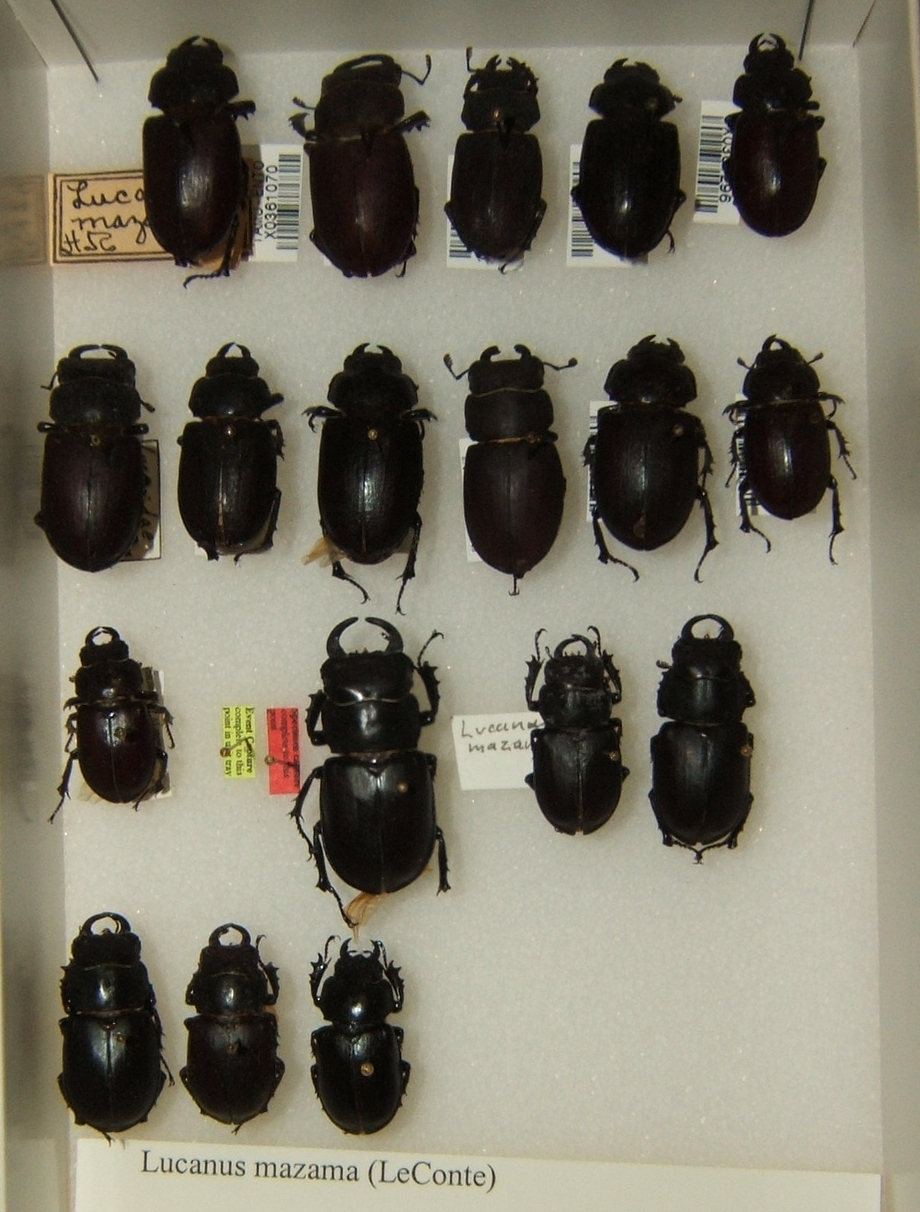
Lucanus mazama
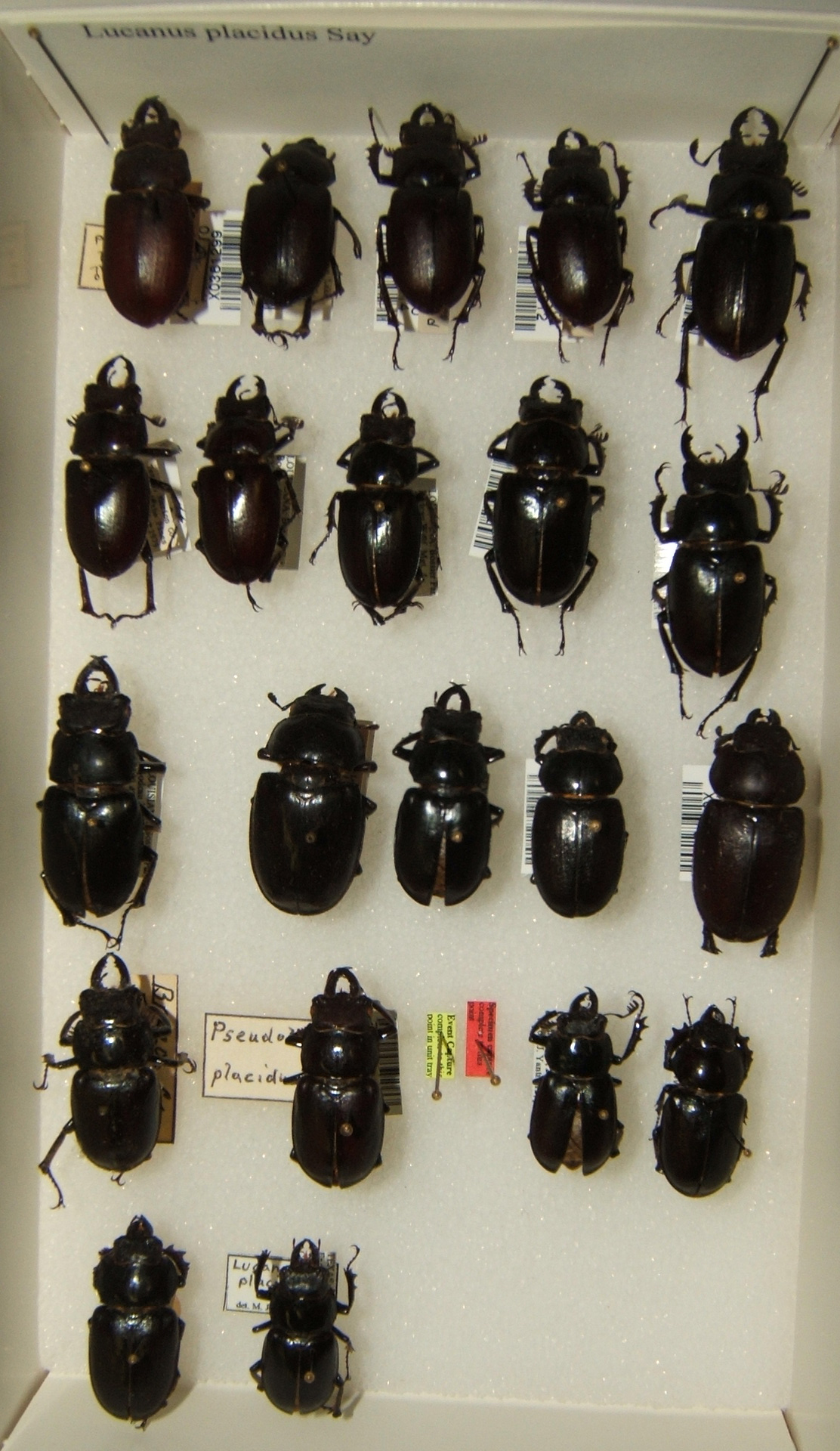
Lucanus placidus
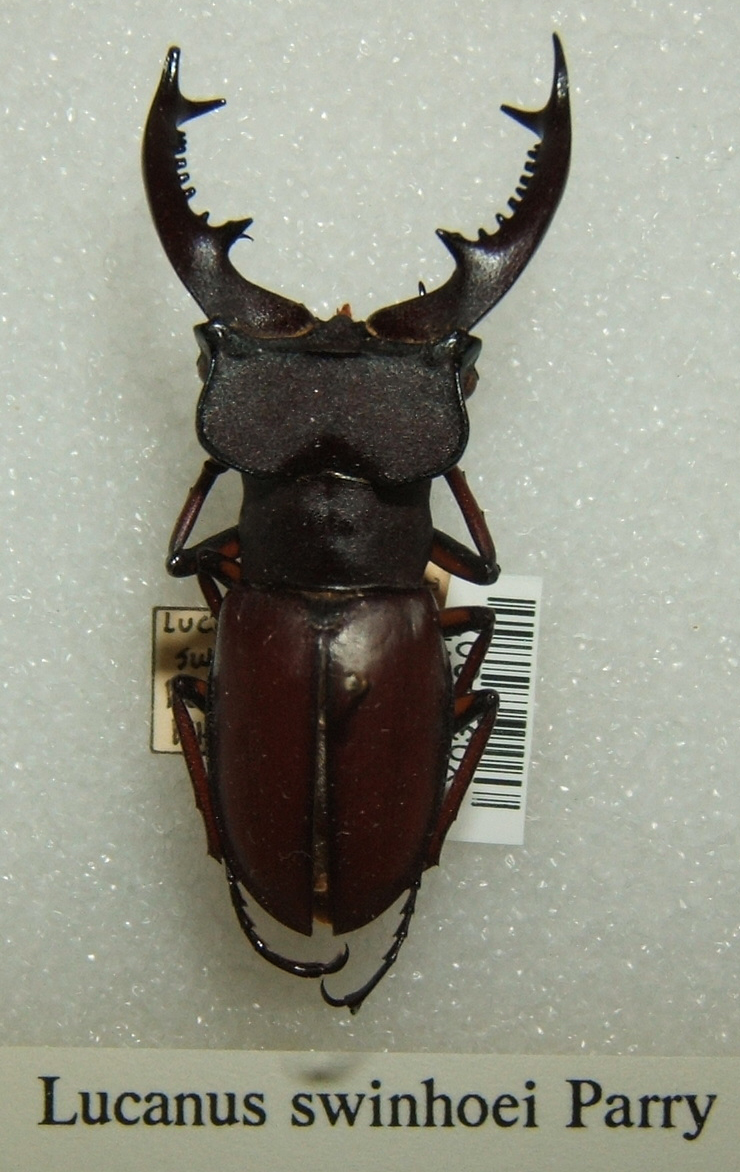
Lucanus swinhoei
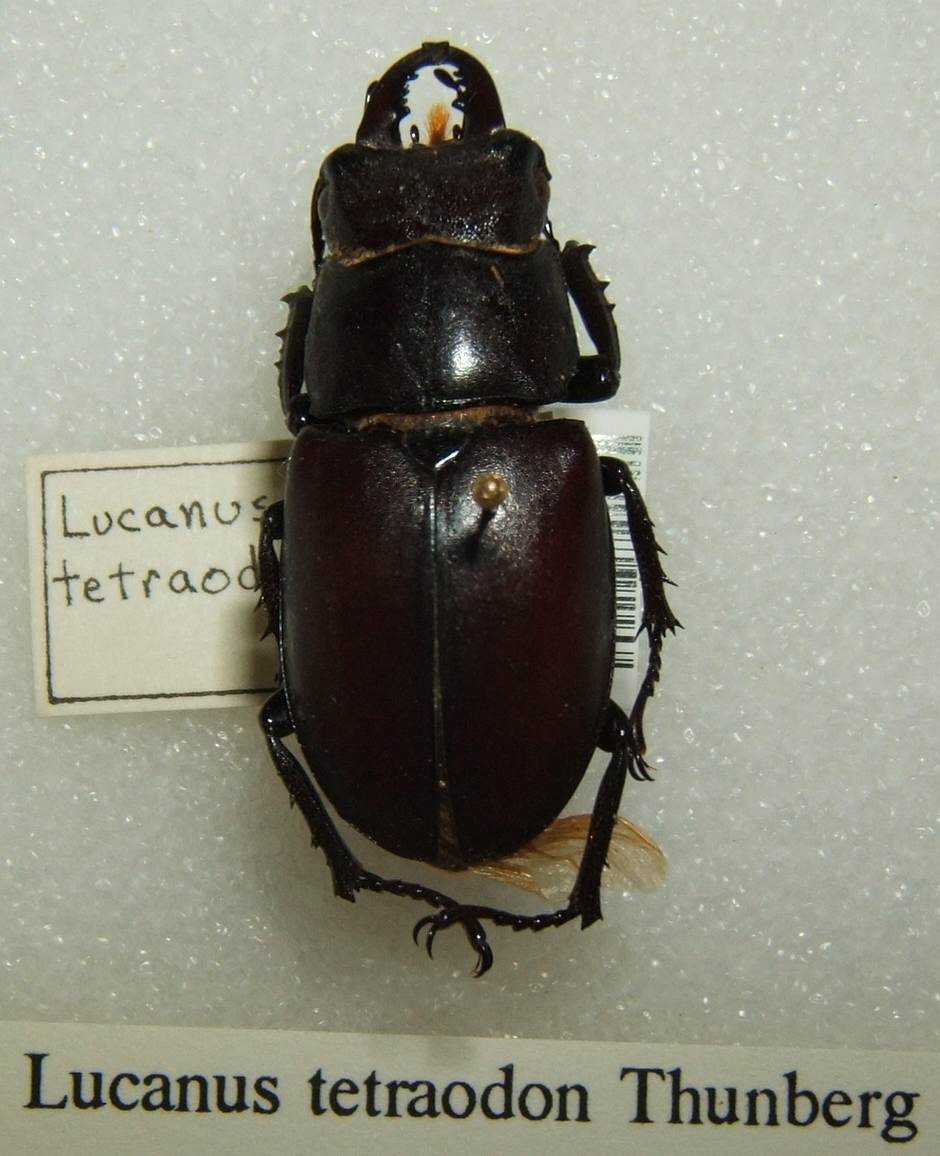
Lucanus tetraodon